# グルジア鉄道
グルジア鉄道（グルジア語: საქართველოს რკინიგზა サカルトヴェロス・ルキニグザ）はグルジアの国有鉄道である。全長2344.2kmの鉄道路線を有し、約12,700人の従業員を擁する。ジョージアの鉄道も参照の事。

## 概要
グルジアで最初に開業したのはポティ - ゼスタポニ間であり、1865年に建設が開始され1871年に開業した。翌1872年にはポティ - トビリシ間にて旅客列車の運行が開始された。
1877年から1887年にかけてクタイシ - トキブリ間が、1895年にはゼスタポニ - チアトゥラ間が開業した。1883年にはアゼルバイジャン方面に向かうトビリシ - バクー間の鉄道が、1899年にはトルコおよびアルメニア方面に向かうカルス・ギュムリ・トビリシ鉄道が運行開始された。1894年にはハシュリ - ボルジョミ間の鉄道が、1902年にはボルジョミ・バクリアニ狭軌鉄道が開業した。
ソビエト連邦成立後は茶や柑橘、ワインなどの農産品の輸送を目的に鉄道整備が更に促進された。1924年にはナタネビ - オズルゲティ間、1930年にはセナキ - ガリ間、1938年にはガリ - スフミ間、1940年にはゴリ - ツヒンヴァリ間が開通した。ロシアとの境界を跨ぐスフミ - アドレル間の建設は第二次世界大戦中に開始され1949年に完成した。
1932年から1967年にかけてグルジア全土の鉄道路線が電化されたが、ソビエト連邦の崩壊後は内戦の影響もあり電化設備が使用されていない区間も存在する。
1986年12月31日にはマラブダ - アハルカラキ間の路線が開通した。2017年10月30日にはトルコ、グルジア、アゼルバイジャンの3カ国を結ぶバクー・トビリシ・カルス鉄道が開通した。（1899年から1993年にかけてカルス・ギュムリ・トビリシ鉄道にてカルスからトビリシまでアルメニア経由で移動が可能であったが、1993年のトルコ・アルメニア両国間の国境閉鎖と共に破壊された。）

## 車両
2016年に、元々ロシアのアエロエクスプレスが発注したもののキャンセルとなった、スイスのシュタッドラー・レール製「KISS Eurasia」を購入することを決定し、4両編成4本を導入。ジョージア鉄道では「GRS形」の名称で、2017年よりトビリシ - パトゥミ間に投入されている。このほか、2012年から2013年にかけて特急型車両として中国南車製の4両編成5本を購入している。
電気機関車に関しては、元々旧ソ連時代にトビリシ車両工場が設置され、ソ連運輸省VL10形電気機関車などの機関車を開発・製造していたことから、独立後もVL10形を含む同工場製機関車が多く使用されている。

## 事件
2008年の南オセチア紛争により、ロシア軍がグルジア領内に侵攻し、カスピ西方の鉄道橋などが破壊された。
アブハジアおよび南オセチアにある鉄道は、グルジア鉄道の管理が及んでいない。南オセチアとの境界からツヒンヴァリに至る5kmの路線、およびオチャムチラからイングリ川までの路線は運行が休止されている。プソウ川からオチャムチラに至る路線、およびオチャムチラからトゥクヴァルチェリに至る路線はアブハジア鉄道が運営している。

## 国境

コーカサス三国の鉄道路線図

- アゼルバイジャン：国境通過可能、同一軌間（1520mm）
- アルメニア：国境通過可能、同一軌間（1520mm）
- ロシア：（アブハジア戦争（英語版）によりポティからアブハジア方面への鉄道は休止。アブハジアからロシアへの鉄道は運行されている。
- トルコ：国境通過可能、国境ではなくグルジア側のアハルカラキにて広軌（1520mm）から標準軌（1435mm）に切り替わる[9]。